# Oasis (Roberta Flack)
Oasis è un album in studio della cantante statunitense Roberta Flack, pubblicato nel 1988.

## Tracce
1. Oasis - 6:09
2. All Caught Up in Love - 4:06
3. Uh-Uh Ooh-Ooh Look Out (Here It Comes) - 4:40
4. Shock to My System (con Simon Climie) - 4:24
5. You Who Brought Me Love - 4:00
6. Something Magic - 4:04
7. And So It Goes - 3:34
8. You Know What It's Like - 4:45
9. And So It Goes (Reprise) - 1:00
10. My Someone to Love - 5:51
11. (His Name) Brazil - 4:51